# Gadács, Somogy
Gadács  este un sat în districtul Kaposvár, județul Somogy, Ungaria, având o populație de 100 de locuitori (2011). 

## Demografie
Componența etnică a satului Gadács
     Maghiari (92,5%)
     Germani (7,5%)
Componența confesională a satului Gadács
     Romano-catolici (29%)
     Fără religie (19%)
     Luterani (16%)
     Necunoscută (36%)
Conform recensământului din 2011, satul Gadács avea 100 de locuitori. Din punct de vedere etnic, majoritatea locuitorilor (92,5%) erau maghiari, cu o minoritate de germani (7,5%). Nu există o religie majoritară, locuitorii fiind romano-catolici (29,0%), persoane fără religie (19,0%) și luterani (16,0%). Pentru 36,0% din locuitori nu este cunoscută apartenența confesională.